# 덫: 치명적인 유혹
"덫: 치명적인 유혹"은 2015년에 개봉한 대한민국의 영화이다.

## 캐스팅
- 유하준: 정민 역
- 정민결: 유미 역
- 강용규: 두천 역
- 나상규
- 조수정: 주영 역
- 이상화: 이 작가 역
- 황원식: 황 작가 역
- 김성수(특별출연)
- 박영훈(특별출연)
- 오상훈(특별출연)
- 장항준(특별출연)